# Pancasari
Pancasari is een bestuurslaag in het regentschap Buleleng van de provincie Bali, Indonesië. Pancasari telt 4747 inwoners (volkstelling 2010).